# آریوونیمامو
آریوونیمامو (به لاتین: Arivonimamo) یک منطقهٔ مسکونی در ماداگاسکار است که در آریوونیمامو واقع شده‌است. آریوونیمامو ۱۲۰ کیلومتر مربع مساحت و ۲۸٬۳۲۴ نفر جمعیت دارد.